# Nzérékoré
Nzérékoré – miasto w południowo-wschodniej Gwinei, stolica regionu Nzérékoré i prefektury Nzérékoré. Jest handlowym ośrodkiem regionu o tej samej nazwie, który ma charakter rolniczy (uprawa ryżu, palmy oliwnej, kawy, tytoniu, hodowla). W pobliżu Nzérékoré znajdują się bogate złoża rudy żelaza. Jest ważnym węzłem dróg kołowych. Miasto posiada też lotnisko.
Miasto zamieszkuje 280 256 mieszkańców w 2012 roku. Jest drugim co do wielkości miastem Gwinei.